# Kriegerdenkmal Lotzdorf

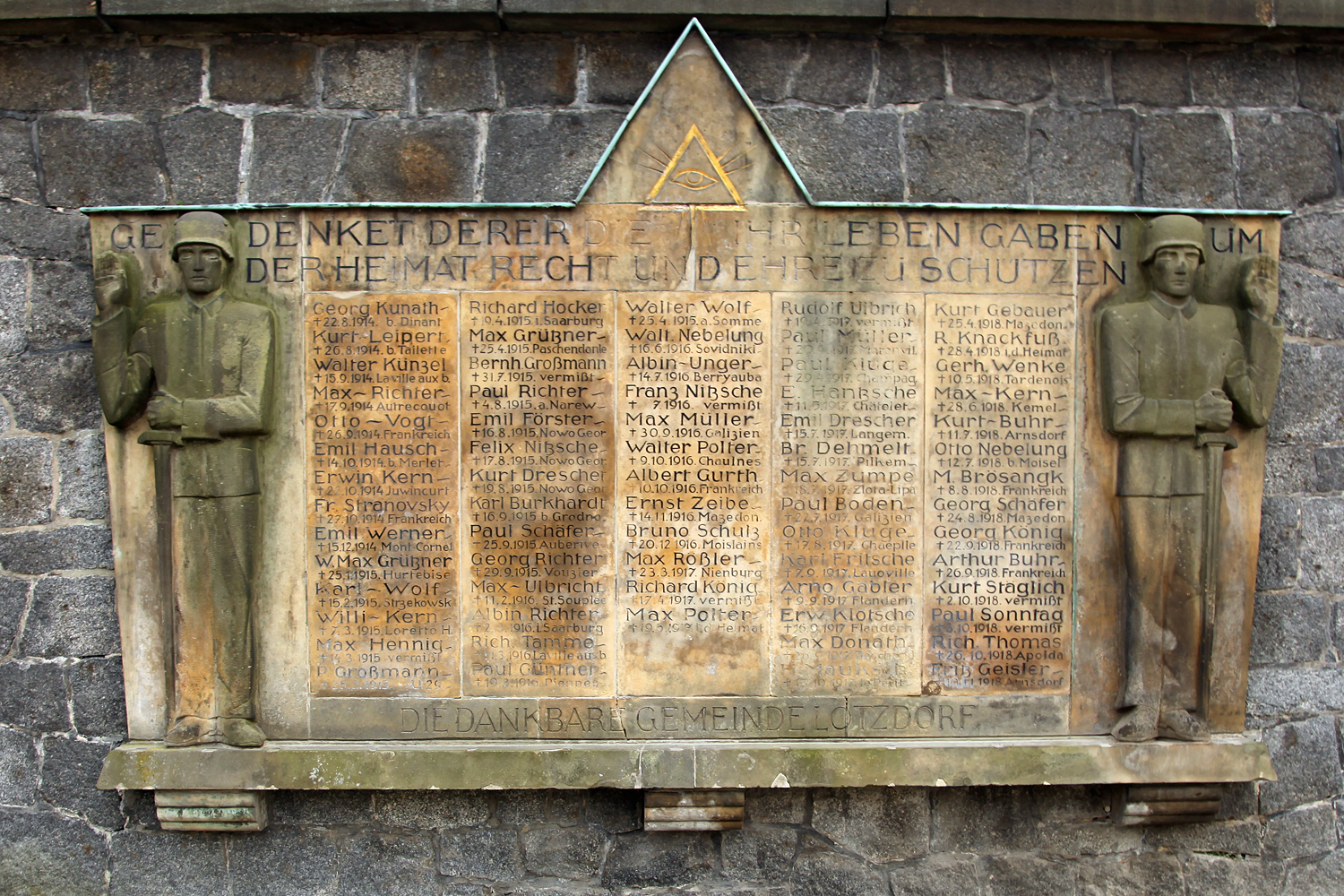
Kriegerdenkmal Lotzdorf

Das Kriegerdenkmal in der Radeberger Gemarkung Lotzdorf erinnert an die einheimischen Opfer des Ersten Weltkriegs. Das nach 1918 errichtete Mahnmal befindet sich an einer Mauer des ehemaligen Freigutes an der Lotzdorfer Straße 29 und steht unter Denkmalschutz.

## Ausführung
Das an einer Mauer angebrachte Ehrenmal wurde aus Sandstein gefertigt. Am oberen Rand des Mahnmals befindet sich das vergoldete Symbol des Allsehenden Auges. Darunter ist folgende Inschrift zu lesen:
Gedenket derer die ihr Leben gaben um / der Heimat Recht und Ehre zu schützen.
An den Seiten wird das Denkmal von jeweils einem Relief eines Soldaten flankiert. Die Soldaten sind auf ein Schwert gestützt und mit einer erhobenen Hand dargestellt. Zwischen den Figuren sind fünf Sandsteinplatten mit den Namen der vermissten und gefallenen Einwohner Lotzdorfs angebracht.
Die Inschrift am Sockel des Denkmals lautet:
Die dankbare Gemeinde Lotzdorf.